# François Robert (1763-1826)
Pour les articles homonymes, voir François Robert (homonymie) et Robert.
Pierre François Joseph Robert, né à Gimnée en principauté de Liège (actuellement province de Namur) le 21 janvier 1763 et mort à Bruxelles le 13 avril 1826, est un homme politique de la Révolution française. 
Successivement avocat, professeur de droit public à la Société philosophique, journaliste, secrétaire de Georges Danton, élu député à la Convention par le département de la Seine (1792), il est surtout intéressé par ses affaires financières et devient fournisseur aux armées jusqu'en 1808. Il épousa Louise-Félicité de Kéralio le 14 mai 1790. La fille du couple, Adélaïde Robert, épousa le musicologue belge François-Joseph Fétis. Félix Rousseau lui a consacré quelques pages.

## Biographie
François Robert était fils de Jean-François Robert et de Catherine Douhomme. Il fut avec Condorcet, un des premiers à préconiser la République en France. En 1790, il fonde un journal, Le Mercure national, qui défend l'idée républicaine ; cette même année, un libelle qu'il publie, Le Républicanisme adapté à la France.
Il fut un des fondateurs de la société des Amis des droits de l’homme et du citoyen en juillet 1790 ou Club des cordeliers. Robert est aussi inscrit à la société des Amis de la Constitution ou Club des jacobins. En avril 1791, il devient président du Club des cordeliers et, sous son influence, les femmes y sont admises. Au mois de mai 1791, François Robert tente de fédérer les sociétés populaires au sein d’un comité central. Il est élu président de ce comité, mais les jacobins refusent d’adhérer à ce comité central.
Le 17 juillet 1791, il rédige sur le Champ-de-Mars la pétition demandant l'avènement de la République, prélude à la fusillade du Champ-de-Mars ce même jour. À l'hiver 1791-1792 il s'engage dans le combat antibelliciste contre la Gironde. Lors de la nuit du 9 août 1792, à la demande de Danton, il représente à l'Hôtel de ville, la section du Théâtre français, section de Danton, Marat et des Cordeliers. Il est élu vice-président de l'assemblée de commissaires. Le 11 août, Danton est nommé ministre de la Justice et François Robert devient son premier secrétaire.
Élu à la Convention nationale le 12 septembre 1792 en tant que député de Paris, il siège à la Montagne. Dans le procès du roi, il vote contre l'appel au peuple, pour la mort de Louis XVI  et le 20 janvier 1793 contre le sursis. 
Par un décret du 18 février 1793 de la Convention nationale, il est nommé cinquième commissaire près de l'armée et du pays de Belgique et de Liège. Il s'installe d'abord à Bruxelles puis rejoint Lille pour organiser la défense militaire de la France.
Il est destitué en septembre 1793 à la suite d'accusations d'accaparement. Il est envoyé à Liège par la Convention nationale entre avril et juin 1795 afin de rétablir l'ordre dans la ville. Lors des Cent-Jours, François Robert fut nommé sous-préfet de Rocroi. Régicide, il doit quitter la France en 1815 et s'établit marchand de liqueurs en Belgique.
Son portrait, peint en 1792 par Jean-Louis Laneuville, est exposé au musée de Versailles depuis 1835.

## Appréciation
Félix Rousseau a étudié dans Les Cahiers Wallons la démarche du conventionnel de Gimnée. Il attribue le fait qu'il ait précédé les autres Français dans la mise en avant de l'idée républicaine à la nature de l'État liégeois qui, contrairement aux autres principautés wallonnes et flamandes, n'ayant pas de dynastie à sa tête, puisque son chef était un ecclésiastique, a pu saisir l'unité du corps politique en quelque sorte plus démocratiquement ou rationnellement.

## Ouvrage
- Le Républicanisme adapté à la France, novembre 1790, ouvrage qui fonde le courant politique républicain.
- 1791 - Avantages de la fuite de Louis XVI, et nécessité d'un nouveau gouvernement
- 1792 - Opinion de François Robert, député de département de Paris, concernant le jugement de Louis XVI
- 1792 - F. Robert, député du département de Paris, à ses commettans